# Viebahn (Adelsgeschlecht)

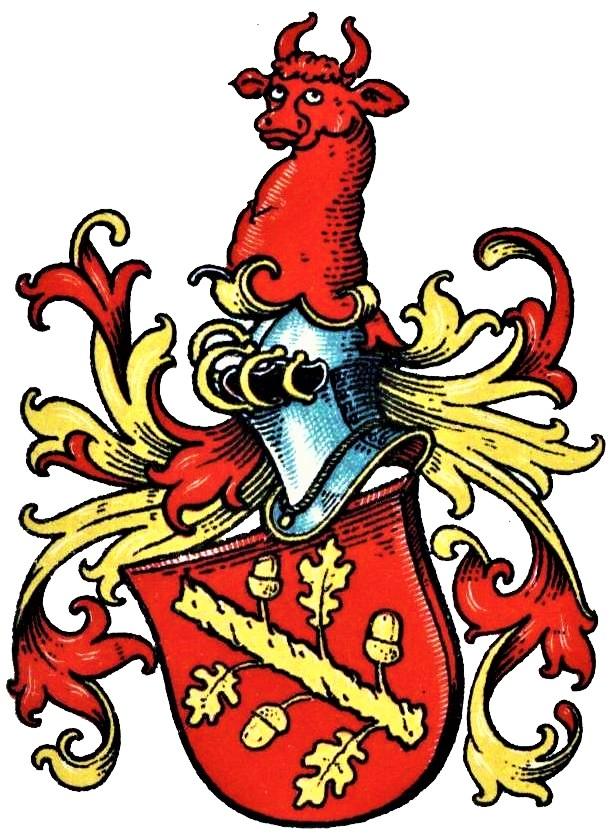
Wappen derer von Viebahn im Wappenbuch des Westfälischen Adels

Viebahn ist der Name eines westfälisch-preußischen Adelsgeschlechts.

## Geschichte
Das Geschlecht wurde in Person von Moritz von Viebahn, königlich-preußischer Minister, von König Friedrich Wilhelm I. am 22. April 1727 in den Adelsstand erhoben. Sein Vater Johann Heinrich Viebahn (1659–1730), königlich-preußischer Ober-Appellations-Gerichtsrat, wurde am 24. Januar bzw. Juni 1728 nobilitiert. Die Familie saß in der Grafschaft Mark zu Hohl und Mühlenthal (urkundl. 1728–1800). Um 1839 standen noch ein Oberregierungsrat von Viebahn zu Arnsberg, ein Land- und Stadtgerichts-Director von Viebahn zu Brandenburg und der Land- und Stadtgerichts-Director von Viebahn zu Soest in preußischen Diensten. Carl von Viebahn war zu jener Zeit Justiz-Commissar und Notarius zu Siegen. Die Familie blüht noch heute.

## Persönlichkeiten
- Carl von Viebahn (1800–1876), Rechtsanwalt und Notar, Bürgermeister von Siegen
- Christa von Viebahn (1873–1955), Gründerin der Aidlinger Schwesternschaft[5]
- Friedrich-Wilhelm von Viebahn (1878–1957), Direktor der Daimler Benz AG, Dr. Ing., Wehrwirtschaftsführer, mehrf. Autor in Genealogie und Technik[6]
- Georg von Viebahn (Statistiker) (1802–1871), preußischer Statistiker
- Georg von Viebahn (Evangelist) (1840–1915), preußischer General und Evangelist
- Hans von Viebahn (1889–1977), Generalmajor
- Hermann von Viebahn (1847–1919), preußischer Generalleutnant
- Johann Moritz von Viebahn (1684–1739), preußischer Minister und Gesandter am polnischen Königshof
- Max von Viebahn (1888–1980), General der Infanterie
- Rudolf von Viebahn (1838–1928), preußischer General der Infanterie

## Wappen
Blasonierung: In Rot schräggelegter goldener Zweig, oben mit zwei Eicheln und einem Blatt, unten mit zwei Blättern und einer Eichel. Auf dem Helm ein roter Ochsenkopf mit Hals. Die Helmdecken sind rot-golden.

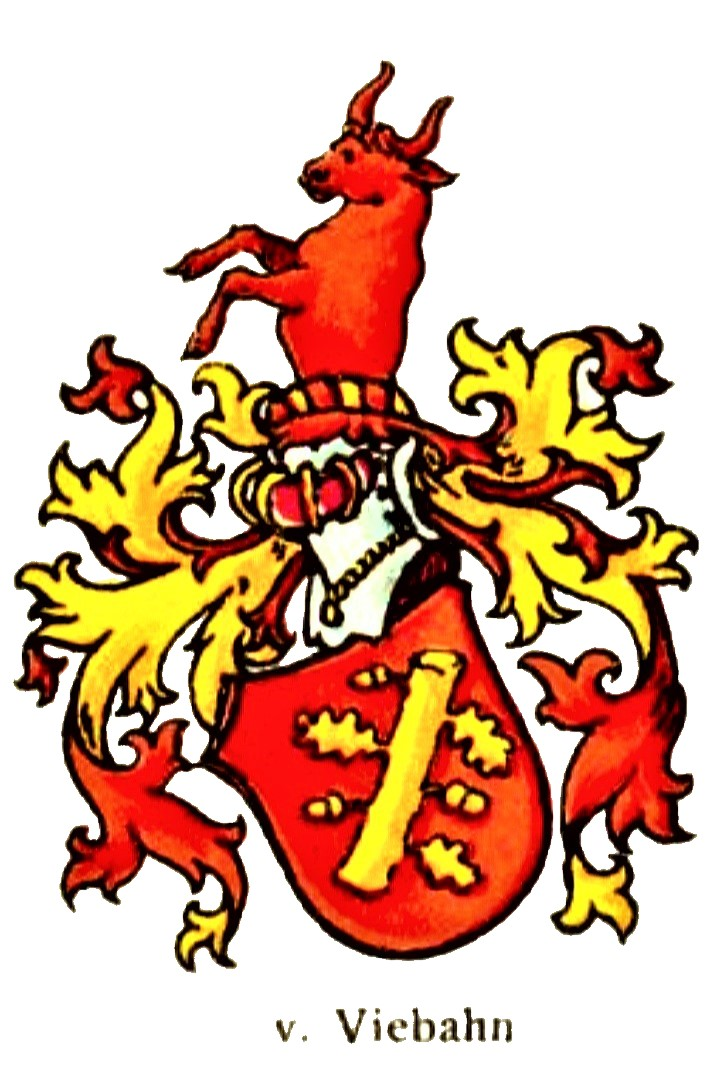
Wappen derer von Viebahn
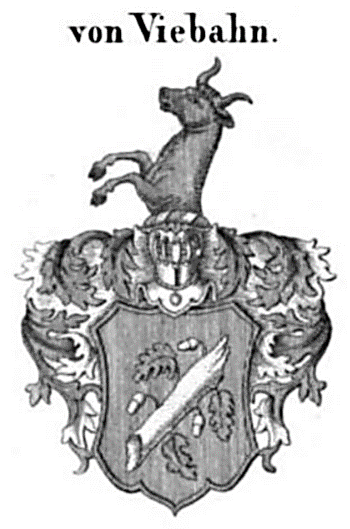
Wappen derer von Viebahn bei Konrad Tyroff (1846)

## Weitere Literatur (Auszug)
- Johann Goerg von Viebahn: Statistik und Topographie des Regierungs-Bezirks Düsseldorf, J. H. C. Schreiner, Düsseldorf 1836. S. 1 ff.
- Georg von Viebahn: Zeugnisse eines alten Soldaten an seine Kameraden. Deutsche evangelische Buch- und Trakatgesellschaft, Berlin 1909.
- Christa von Viebahn: Vom Leben im Geist. 1934.
- Christa von Viebahn: Rudolf von Viebahn. 1936.
- Christa von Viebahn: Der Heilswille Gottes in unserem Leben. Reprint Verlag Linea, Bad Wildbad 2011. ISBN 978-3-939075-19-6.